# بوهلرتان
بوهلرتان (به آلمانی: Bühlertann) یک شهر در آلمان است که در شوبیش هال واقع شده‌است. بوهلرتان ۳٬۱۲۷ نفر جمعیت دارد.

## خواهرخوانده
شهر Gaspar, Santa Catarina خواهرخواندهٔ بوهلرتان هست.